# Melissa (cantante libanesa)
Melissa (en grafía árabe, ميليسا) (Baraachit; 9 de febrero de 1982 como Mariam Shehab), es una cantante libanesa. Fue descubierta por dos productores musicales Jean Saliba y Fady Bitar.

## Biografía
Melissa nació en Líbano en un pueblo que se llama Baraachit, es de una familia árabe Libanesa. había tenido una pareja y tienen un hijo, pero al empezar su carrera musical como cantante había tenido problemas con la pareja y eso llevó el matrimonio al divorcio, debido a que su marido no quería que fuera cantante. Melissa tuvo varios problemas con el divorcio y eso la llevó a varios juicios, ya que su ex-marido le pedía una cantidad de dinero imaginaria para el divorcio y le acusó de Infidelidad con su productor musical Jean Saliba. Después de un periodo de pausa en su carrera musical debido a que tenía problemas en su vida personal, Melissa volvió en el 2013 con un nuevo lanzamiento del sencillo NANANA cantando en inglés. Melissa al lanzar su segundo álbum Mfaker Halak Mein en 2008 al obtener mucho éxito, recibió muchas críticas y comentarios de que le esta copiando el estilo musical a la cantante Libanesa Elissa, también porque tienen los nombres que se parecen. Elissa en una entrevista comento que Jean Saliba esta usando a Melissa como venganza contra ella para reemplazarla, pero en una entrevista de Melissa que fue en el programa Talk of the Town en MTV Lebanon, confirmó que no tiene ningún problema con Elissa y que su estilo musical es diferente al de esta.

## Carrera musical
El álbum "Baddi Mennak" fue el primer álbum de Melissa que le hizo ser conocida y obtener fama. Su segundo álbum es "Mfaker Halak Meen", fue lanzado a través de la discográfica Rotana Records y ha tenido mucho éxito, y el tercer álbum Min Meen Khayef fue lanzado en el año 2013 a través de su discográfica actual Dilara Music Production.
Internacionalmente se hizo conocida con su colaboración con Akon, en la canción "Yalli Nasini" en español (Me has olvidado), también con Dr. Alban en 2 canciones, la primera es "Habibi (Somebody Call My Name)" en español (Cariño "alguien me llamo con mi nombre") que fue lanzada en el año 2008 (de su segundo álbum) la canción tuvo mucho éxito que hizo Dr.Alban la incluyera en uno de sus álbumes con Sony y en el año 2010 en la canción "Gharamak (Tell Me What U Want)" en español (Tu amor "Dime que quieres"), y es la primera cantante árabe que colabora con Akon y Dr.Alban. Melissa después de lanzar 2 álbumes, volvió con un nuevo sencillo "Nanana" cantando en inglés y colaboró con David Vendetta para hacer un remix a la canción. En 2013 lanzó su álbum "Min Meen Khayef" en una de las canciones del álbum que se titula Ana Ach'ak colaboro con el cantante Haddaway. En 2015 lanzó dos sencillos que son Jazeeret El Hob en español (Isla de amor) y Masriya 100% (Egipcia 100%) y con la canción Masriya 100%, Melissa llegó a la posición n.º 1 en The Official Lebanese Top 20 y ha superado todas las canciones. En los últimos años lanzó un sencillo Aghla Min Oyouni en colaboración con Rob Dallaz, también un sencillo colaborando con la cantante Nayer en la canción Leily Leily y el último sencillo que fue lanzado en 2021 Layali Omri.

## Premios
- 2014: The Great Women Awards

## Discografía
Álbumes
- 2006: Baddi Mennak
- 2008:  Mfaker Halak Mein
- 2013: Min Meen Khayef

Sencillos
- 2010: "Tell Me What You Want (Gharamak)" (Melissa con Dr. Alban)
- 2011: "Garahtak"
- 2013: "Nanana (David Vendetta Remix)"
- 2014: "Jazeeret El Hob"
- 2015: "Masriya 100%"
- 2016: "Ma Maak Masari"
- 2017: "Aghla Men Ouyouni (Oh Baby do you love me)"
- 2018: "Leily Leily" (Melissa con Nayer
- 2019: "Ana Maghroumi Fik"
- 2021: "Layali Omri"